# Циклический клеточный автомат

Пример двумерного циклического клеточного автомата.

Циклический клеточный автомат — класс клеточных автоматов. Система правил, определяющая волнообразное порождение клеток в циклическом клеточном автомате (Cyclic Cellular Automata, CCA), может определять генерацию паттернов, имитирующих самоорганизующиеся автокаталитические химические реакции типа реакции Белоусова-Жаботинского. Правила циклического клеточного автомата — одни из самых простых среди клеточных автоматов:
- клетка меняет цвет (рождается или умирает) только при наличии рядом заданного критического числа клеток-соседей того же цвета
- цвета могут меняться только в определённом порядке.

Здесь правила появления и исчезновения клеток модели имитируют логику вовлечения молекул реагента в химическую реакцию или распространение возбуждения в биологической ткани, а появление клеток клеточного автомата имитирует возникновение возбуждённых клеток биосистемы и, соответственно, распространение волны клеточных изменений.